# De Dion-Bouton Type CJ
Der De Dion-Bouton Type CJ ist ein Pkw-Modell aus den 1910er Jahren. Er gehört zur Baureihe der V8-Modelle des französischen Herstellers De Dion-Bouton.

## Beschreibung
Die Zulassung durch die nationale Zulassungsbehörde erfolgte am 29. Juli 1909. Als erstes Modell dieser Fahrzeugklasse von De Dion-Bouton gab es keinen Vorgänger.
Besonderheit ist der weltweit erste V8-Motor in einem Serien-Pkw. Er hat 90 mm Bohrung, 120 mm Hub und 6107 cm³ Hubraum. Er war damals in Frankreich mit 35 Cheval fiscal (Steuer-PS) eingestuft. Eine Wasserpumpe sorgt für den Kühlmittelkreislauf, während die folgenden V8-Modelle eine einfachere Thermosiphonkühlung haben. Der Motor ist vorne im Fahrgestell montiert und treibt über ein Vierganggetriebe und eine Kardanwelle die Hinterräder an. Die Hinterachse ist eine De-Dion-Achse.
Die Basis bildet ein Pressstahlrahmen. Der Radstand beträgt 3500 mm und die Spurweite 1400 mm. Eine Fahrzeuglänge von 4550 mm ist bekannt.
Bekannt sind Aufbauten als Doppelphaeton.
Das Modell wurde bis 1910 angeboten. Nachfolger wurde der Type CY, der am 4. April 1911 seine Zulassung erhielt.